# Міюкі (1929)
«Міюкі» (яп. 深雪) — ескадрений міноносець Імперського флоту Японії типу «Фубукі».

## Історія створення
Корабель був закладений 30 квітня 1927 року на верфі «Uraga Dock». Спущений на воду 26 червня 1928 року, вступив у стрій 29 червня 1929 року.

## Історія служби
Після вступу в стрій есмінець «Міюкі» входив до складу 11-го дивізіону 2-го флоту.
В ніч на 29 червня 1934 року під час нічних навчань  в Корейській протоці «Міюкі» зіткнувся з есмінцем «Інадзума», який перерубав «Міюкі» навпіл. Носова частина зразу затонула, а кормову намагались буксирувати до найближчого порту. Але ця спроба не увінчалась успіхом, і незабаром корабель затонув у точці з координатами 33°00′ пн. ш. 125°30′ сх. д. / 33.000° пн. ш. 125.500° сх. д..
Загинуло 5 членів екіпажу.